# 10107 Kenny
A 10107 Kenny (ideiglenes jelöléssel 1992 FW1) a Naprendszer kisbolygóövében található aszteroida. D. I. Steel fedezte fel 1992. március 27-én.